# 깜라인 국제공항
깜라인 국제공항(베트남어: Sân bay quốc tế Cam Ranh, 柑欞國際空港, IATA: CXR, ICAO: VVCR)은 베트남 카인호아성과 깜라인만에 위치한 국제공항으로, 냐짱에서 남쪽으로 30km 정도 떨어진 곳에 위치한다. 과거 공군 비행장으로 이용되었으며 2004년 민간공항으로 전환되었다. 활주로 길이는 3,048m이며 2007년 국제공항으로 승격되었다.
깜라인 국제공항은 2016년 485만8362명의 승객을 처리했고, 2018년 850만 명의 승객을 처리했으며, 2019년에는 1000만 명의 승객을 처리할 것으로 추정된다.
2018년에는 국제선 승객이 70%에 달해 국내선 승객보다 많은 국제선 승객을 취급하는 베트남의 유일한 공항이다. 베트남에서 네 번째로 붐비는 공항이다.
국내선은 깜라인 터미널 1을 사용하고, 국제선은 깜라인 터미널 2(CRTC)를 각각 관리한다.

## 역사

### 깜라인 공항
깜라인 공항은 베트남 전쟁 당시 미국 해군이 건설한 공항으로, 미국 공군이 깜라인 공군 기지로 군사적 목적으로 운용했다.
1972년 기지를 남베트남 정부에 넘겼다. 1975년 4월 3일 북베트남군은 깜라인만과 나머지 시설들을 모두 점령했다. 1979년부터 2002년까지 소련과 러시아 공군이 사용했던 시설로, 25년간 무임차 임대 조약 때문이다.
2004년 5월 19일, 대규모 재건축을 거쳐 하노이에서 첫 상업용 항공편을 받았다. 현재는 이전에 냐짱 공항으로 향했던 냐짱의 모든 상업 항공편을 취급하고 있다. 2007년에 깜라인은 국제 공항으로 승격되었다. 2009년 12월 깜라인 국제공항이 문을 열었다. 총 투자 자본은 약 VND 3000억동이다.

### 깜라인 제2터미널
국제선 터미널(T2)은 총 37억 3500만 달러의 투자 자본으로 19개월간의 공사 끝에 2018년 6월 30일 정식 가동되었다. CRTC(Cam Ranh International Terminal Terminal, CRTC) 공동 주식회사에 의해 개발되고 관리되는 T2 프로젝트는 공항 운영 인프라에 필요한 용량을 한 번에 투입하기 위해 시작되었다. 동시에 국제기준에 맞게 시설과 서비스를 업그레이드했다.
제2터미널은 성수기에 매일 80편 이상의 항공편을 운행하며, 바쁜 날에는 최대 14,500명의 승객을 처리한다. CRTC는 놀라운 성장에 맞춰 처리 능력을 더욱 높이기 위한 역량 강화 작업에 착수했다. 2018년 T2는 총 520만 명의 국제선 여객을 보유한 21개 국제선 항공사에 서비스를 제공하고 있으며, 국제선 여객수로는 베트남에서 네 번째로 큰 공항이다.

## 시설

### 활주로
공항은 평균 해수면보다 12m 높은 곳에 위치해 있다. 첫 번째 활주로는 가로 3,048 m × 46 m의 콘크리트 표면을 가진 02L/20R로 지정되었다. 02R/20L로 지정된 두 번째 활주로는 2019년 10월에 가로 3,048m × 46m의 콘크리트 표면으로 개방되었다.

### 제2터미널
제2터미널은 출발 및 도착 처리를 위한 전용 레벨로 구성된 총 50,500 m²의 면적을 포함한다. 터미널 건물은 카인호아성 토착의 제비 둥지 모양과 냐짱만의 파도에 영감을 받은 독특한 건축물을 가지고 있는데, 이는 중남부의 대표적인 건축 양식이다. 제2터미널에는 에어로 브릿지는 4개, 탑승구는 10개, 세계적인 유명 업체가 공급하는 첨단 장비 시스템이 갖춰져 있다.

## 운항 노선

### 국제선
| 항공사             | 목적지 |
| ------------------ | --- |
| 베트남 항공        | 난징, 베이징(수도), 부산, 상하이(푸둥), 서울(인천), 싱가포르, 우시, 우한, 취안저우, 톈진, 후허하오터 계절편: 구이양, 난닝, 닝보, 원저우, 쿤밍, 항저우, 허페이 전세편: 다롄, 선양, 타이위안, 창저우, 창춘, 톈진, 하얼빈 |
| 비엣제트 항공      | 난징, 난창, 부산, 상하이(푸둥), 서울(인천), 선양, 스좌장, 울란바타르, 지난, 창저우, 창춘, 충칭, 타이페이(타오위안), 톈진, 항저우, 허페이 계절편: 마카오, 양양 전세편: 아스타나, 알마티                                 |
| 뱀부 에어웨이스    | 전세편: 마카오 |
| 퍼시픽 항공        | 구이양, 무안, 우한, 창사, 항저우 |
| 대한항공           | 서울(인천) |
| 에어로케이         | 서울(인천) |
| 에어부산           | 서울(인천), 부산 |
| 에어서울           | 서울(인천) |
| 이스타항공         | 서울(인천) |
| 제주항공           | 서울(인천), 무안 |
| 진에어             | 서울(인천), 부산 |
| 티웨이항공         | 서울(인천), 대구, 부산, 청주 |
| 중국남방항공       | 광저우 |
| 럭키 에어          | 쿤밍 |
| 루이리 항공        | 쿤밍 |
| 쓰촨 항공          | 광저우, 시닝, 청두(톈푸) |
| 오케이 항공        | 창사 |
| 하이난 항공        | 광저우, 선전 |
| 에어아시아         | 쿠알라룸푸르 |
| 캄보디아 항공      | 전세편: 하이커우 |
| 타이 에어아시아    | 방콕(돈므앙) |
| 우즈베키스탄 항공  | 타슈켄트 |
| 카노트 샤라크 항공 | 타슈켄트 |
| 선데이 항공        | 알마티, 예카테린부르크 |
| 이르아에로         | 스좌장, 이르쿠츠크 |

### 국내선
| 항공사          | 목적지                                 |
| --------------- | -------------------------------------- |
| 베트남 항공     | 하노이, 빈, 하이퐁, 호치민             |
| 비엣제트 항공   | 하노이, 껀터, 다낭, 빈, 하이퐁, 호치민 |
| 뱀부 에어웨이스 | 하노이, 호치민                         |
| 퍼시픽 항공     | 하노이, 빈, 호치민                     |

## 같이 보기
- 베트남의 공항 목록